# Chungcheong

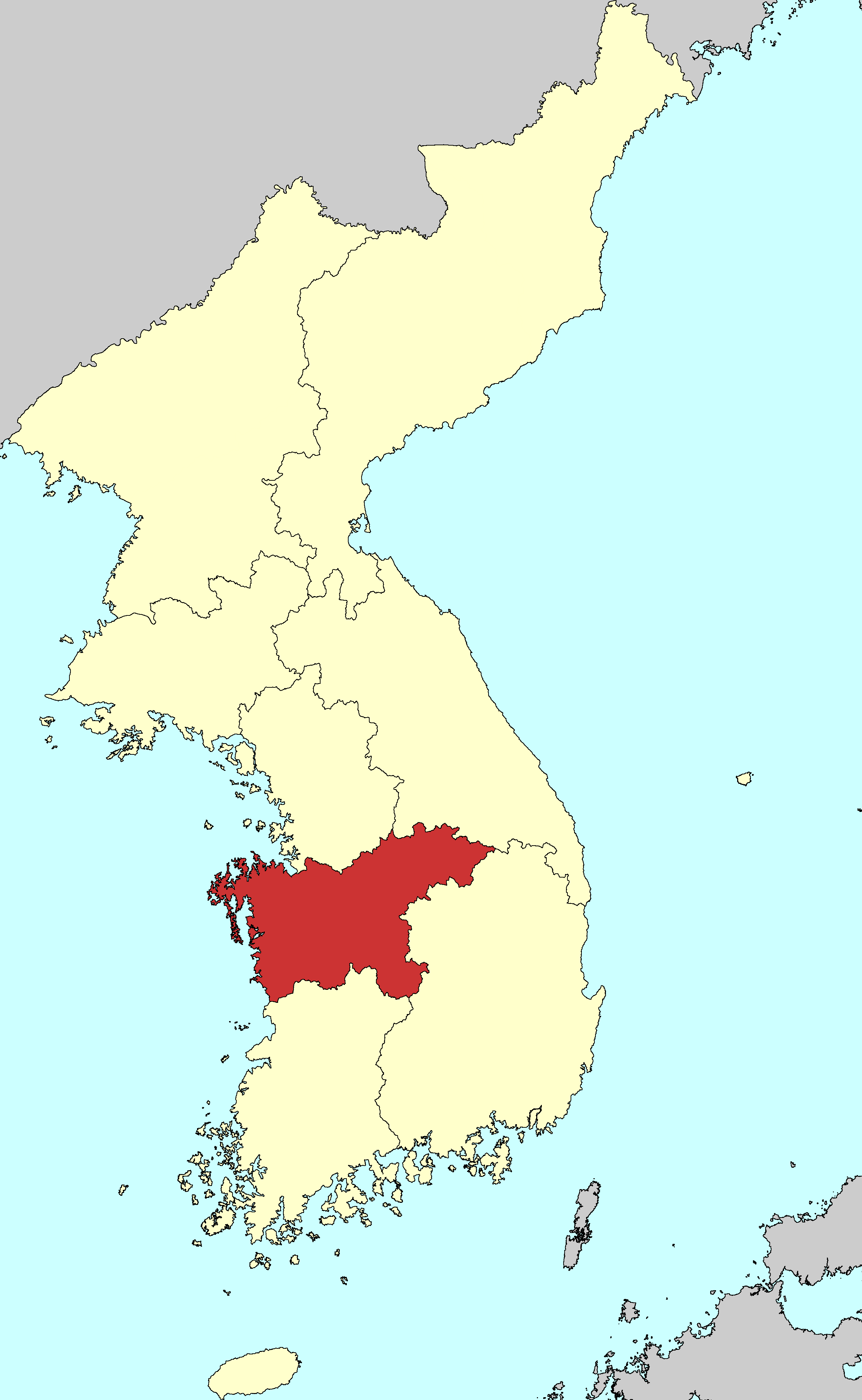
Chungcheong

Chungcheong (Chungcheong-do) foi uma das 8 províncias da Coreia durante a dinastia Joseon. Chungcheong estava localizado no sudoeste da Coreia.